# Regalo de amor
Regalo de amor é uma telenovela mexicana produzida por Silvia Cano para a TelevisaUnivision e exibida pelo Las Estrellas desde 23 de junho de 2025, substituindo Me atrevo a amarte. É baseada na série turca de 2022 Küçük Gün Işığı, criada por Emre Kabakusak.
É protagonizada por Alejandra Robles Gil e Chris Pazcal e antagonizada por Claudia Ramírez, Valentina Buzzurro, Bárbara Islas, Santiago Zenteno, Mauricio Abularach e Carmen Aub.

## Enredo
Isabella é casada com Mauricio, em um casamento que aparenta ser quase perfeito, embora ela não possa ter filhos. Eugenio vive com sua mãe, Fausta, e com seu pai, Gaspar, que está em coma há cinco anos. Sua irmã, Fedra, fugiu de casa sem deixar rastros, e Eugenio a procura incansavelmente até descobrir seu paradeiro.
Certa noite, Eugenio presencia uma discussão entre Fedra e Mauricio — marido de Isabella e funcionário da empresa de Eugenio, FM y Asociados. Mauricio sai dirigindo em alta velocidade, sendo seguido por Eugenio, e sofre um acidente fatal. No carro estava Valentina, que, apesar do impacto, não ficou gravemente ferida. Eugenio desconhece que a discussão entre Mauricio e Fedra ocorreu porque ele queria levar Valentina — cuja existência ninguém sabia — para viver com Isabella. Isabella, por sua vez, descobre a traição do marido e que a menina está registrada em seu nome.
Esse acontecimento muda a vida de todos, especialmente a de Isabella, que passa a perceber que sua vida não era tão perfeita quanto acreditava. Ao procurar Eugenio para saber sobre seus direitos após a morte de Mauricio, ela descobre que o marido deixou inúmeras dívidas. Impressionado com a força e resiliência de Isabella, Eugenio sugere a Fausta que a contrate para organizar os eventos da empresa, oferecendo-lhe apoio financeiro crucial. A aproximação entre os dois os leva, inevitavelmente, a se apaixonarem.
O relacionamento de Isabella e Eugenio, porém, é ameaçado quando ele descobre que Valentina é sua sobrinha — filha de Fedra e Mauricio —, mas decide esconder a verdade de Isabella. Quando o segredo finalmente vem à tona, a confiança entre eles é abalada. Isabella, cansada das mentiras, termina o relacionamento e se afasta de Eugenio. No entanto, o amor entre os dois se mostra mais forte que qualquer obstáculo, e eles decidem reatar.
Juntos, enfrentam Fausta e Fedra pela guarda de Valentina, que acaba sendo concedida a Fausta mediante subornos. Isabella e Eugenio se casam para ficarem próximos da menina. Além dos conflitos pessoais, também enfrentam problemas na empresa, principalmente causados por Bárbara, que busca vingança contra Fausta por ter levado seu pai à falência, resultando em seu suicídio.

## Elenco
Uma lista inicial de membros confirmados do elenco foi divulgada em 29 de outubro de 2024.
| Intérprete            | Personagem                                               |
| --------------------- | -------------------------------------------------------- |
| Alejandra Robles Gil  | Isabella Fonseca Duarte de Navarro                       |
| Chris Pazcal          | Eugenio de la Vega Mondragón                             |
| Claudia Ramírez       | Fausta Mondragón Villegas de la Vega                     |
| Valentina Buzzurro    | Fedra de la Vega Mondragón                               |
| Diana Bracho          | Catalina Ortigoza Vda. de la Vega                        |
| Almudena López        | Valentina Navarro Fonseca / Valentina Navarro de la Vega |
| Arcelia Ramírez       | Emma Torres de Morales                                   |
| Alberto Estrella      | Gáspar de la Vega Ortigoza                               |
| Fernando Ciangherotti | Clemente Cruz Lara                                       |
| Montserrat Marañón    | Amelia Castillo Ramos                                    |
| Pilar Ixquic Mata     | Sabina Cortés García                                     |
| Bárbara Islas         | Úrsula Castrejón Uribe                                   |
| Francisco Pizaña      | Pablo Cruz Aguilar                                       |
| Natalia Madera        | Miranda Morales Torres                                   |
| María Penella         | Tomasa Rosales Guerrero                                  |
| Deicardi Díaz         | Samuel Ramírez Hernández                                 |

### Estrelas recorrentes e convidadas
- Juan Martín Jáuregui - Mauricio Navarro Mercado
- Marcia Coutiño - Dalia Soto Castelán
- Fernanda Arozqueta - Elena Bermúdez Arreola
- Santiago Zenteno - Sergio Reséndiz
- Tere Ibarra
- Michelle Durán
- María Paula Gay - Katia Berdejo
- Nacho Ortiz
- Mariana Lodoza - Maribel
- Bernardo Benítez
- Khiabet Peniche - Olga Urbina de Espinoza
- Larissa Mendizábal - Leonor
- Mane Macedo - Cristina
- Paloma Cedeño - Carolina "Carito"
- Miguel Loyo
- Dacia González
- José María Negri
- Ángel Zozaya
- Ángeles Balvanera
- Miranda Casado - Tania Espinoza Urbina
- Alex Carabias
- Santiago Carrillo - José Jorge "Coque" Sotelo Burgos
- Luciana Rosette
- Ximena Tello de Meneses - Maya
- Alejandro Walls - Rodrigo / Carlos
- Regina Peña as Olivia - Olivia
- Val Quezada
- Santiago Olmedo
- Romina Barragán - Genoveva
- Fela Domínguez - Irene
- Mauricio Abularach - Lauro Romero Sánchez
- Edsa Ramírez - Sandra Amezcua Rubio
- Carmen Aub - Bárbara Santillán Galindo
- Luz María Jerez - Beatriz Galindo de Santillán
- Federico Espejo - Jerónimo Castrejón
- Hugo Catalán - Mario Duarte Herrejón
- Elizabeth Guindi - Kamala Aguilar
- Thelma Madrigal - Ivana
- Mauricio Espejo - Eugenio de la Vega Mondragón (jovem)
- Jocelyn Ibarra - Fausta Mondragón Villegas (jovem)
- Emma Silva - Fedra de la Vega Mondragón (menina)
- Sofía Solange - Fedra de la Vega Mondragón (jovem)
- Bárbara Carbajal - Úrsula Castrejón Uribe (jovem)
- Ela Cegali - Amelia Castillo Ramos (jovem)
- Shanay Collazo - Sandra Amezcua Rubio (jovem)

## Produção

### Desenvolvimento
Em 12 de setembro de 2024, Silvia Cano anunciou Regalo de amor como sua próxima produção. Em 28 de outubro de 2024, suas primeiras cenas começaram a serem gravadas, enquanto em 5 de novembro de 2024, as filmagens gerais começaram formalmente. As gravações da novela terminaram no início de abril de 2025.

### Seleção de elenco
Em 3 de outubro de 2024, Alejandra Robles Gil e Chris Pazcal foram anunciados nos papéis principais. Durante o resto do mês, Cano revelou o elenco e os personagens por meio de suas contas nas redes sociais. Em dezembro de 2024, Alberto Estrella se juntou ao elenco em uma participação especial. Em fevereiro de 2025, Carmen Aub se juntou ao elenco com um papel de uma das antagonistas. Em março de 2025, Thelma Madrigal se juntou ao elenco, retornando à televisão após uma ausência de nove anos, com Corazón que miente (2016) sendo sua última aparição na tela.

## Transmissão
Regalo de amor estava previsto para estrear no canal Las Estrellas em 23 de junho de 2025, substituindo Me atrevo a amarte no horário das 18h30 de segunda a sexta-feira. Originalmente, a novela estrearia em fevereiro de 2025 às 16h30 (substituindo El ángel de Aurora), no entanto, devido a mudanças na programação da TelevisaUnivision, o horário das 16h30 de segunda a sexta-feira foi fechado para produções de ficção para dar continuidade a outros formatos, fazendo com que a estreia de Regalo de amor fosse adiada para meados de junho de 2025.

## Audiência
| Horário               | # Eps.         | Estreia             | Estreia           | Final | Final           | Posição | Temporada | Classificação geral |
| Horário               | # Eps.         | Data                | Primeiro capítulo | Data  | Último capítulo | Posição | Temporada | Classificação geral |
| --------------------- | -------------- | ------------------- | ----------------- | ----- | --------------- | ------- | --------- | ------------------- |
| Segunda – Sexta 18h30 | 100 (previsão) | 23 de junho de 2025 | 3.39              | *-*   | *-*             | #1      | 2025      | 3.75                |